# The Oregonian
The Oregonian é um jornal diário baseado em Portland, Oregon, Estados Unidos, de propriedade da Advance Publications. É o mais antigo jornal continuamente publicado na costa oeste dos EUA, fundado como semanal por Thomas J. Dryer em 4 de dezembro de 1850 e publicado diariamente desde 1861. É o maior jornal do Oregon e o segundo maior do Noroeste Pacífico por circulação. É um dos poucos jornais com foco estadual nos Estados Unidos. A edição de domingo é publicada sob o título The Sunday Oregonian. A edição regular foi publicada sob o título The Morning Oregonian de 1861 até 1937.
The Oregonian recebeu o Prêmio Pulitzer de 2001 pelo Serviço Público, a única medalha de ouro concedida anualmente pela organização. A equipe do jornal ou escritores individuais receberam outros sete prêmios Pulitzer, mais recentemente o prêmio de Redação Editorial em 2014.
The Oregonian é entregue em casa nos condados de Multnomah, Washington, Clackamas e Yamhill, no Oregon, e no Condado de Clark, Washington, quatro dias por semana (quarta, sexta, sábado e domingo); também é entregue em casa em partes dos condados de Marion e Columbia. Embora alguns revendedores independentes entreguem o jornal fora dessa área, em 2006 ele deixou de estar disponível no leste do Oregon e na costa sul de Oregon e, a partir de dezembro de 2008, "aumentar os custos de impressão e distribuição" fez com que o papel interrompesse a entrega a todos. áreas ao sul de Albany.

## História

### Estabelecimento
Um ano antes da incorporação da pequena cidade de Portland, Oregon, em 1851, os futuros líderes da nova comunidade estavam determinados a criar um jornal local - uma instituição que era vista como um pré-requisito para o crescimento urbano. O principal desses organizadores comunitários pioneiros que buscavam o estabelecimento de uma impressora em Portland foi o Coronel. WW Chapman e proeminente empresário local Henry W. Corbett. No outono de 1850, Chapman e Corbett viajaram para São Francisco, na época a maior cidade da costa oeste dos Estados Unidos, em busca de um editor interessado e capaz de produzir um jornal semanal em Portland. Lá o casal conheceu Thomas J. Dryer, um nova-iorquino transplantado que era um escritor enérgico com equipamento de impressão e experiência anterior na produção de um jornal comunitário de pequena circulação em seu Condado de Ulster, em Nova York.

#### Primeiras edições semanais

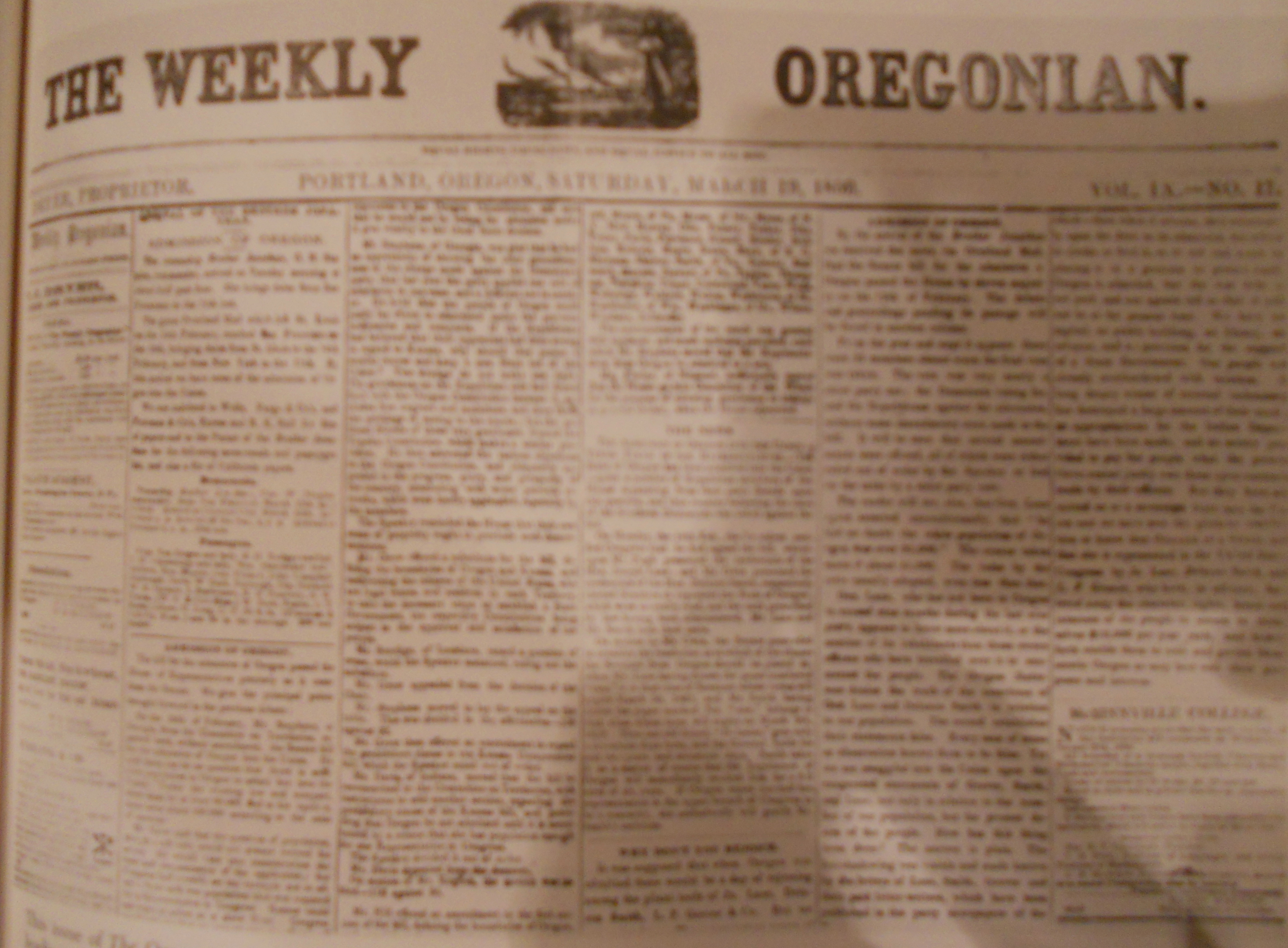
A primeira página semanal do Oregonian em 19 de março de 1859

A imprensa de Dryer foi transportada para Portland e foi lá em 4 de dezembro de 1850 que a primeira edição do The Weekly Oregonian encontrou seus leitores. Cada edição semanal consistia em quatro páginas, impressas com seis colunas de largura. Pouca atenção foi dada aos noticiários atuais, com a maior parte do conteúdo do artigo dedicada a temas políticos e comentários biográficos. O jornal tomou uma linha política firme apoio do Partido Whig orientação -um que logo trouxe em conflito com o Statesman, um democrata de papel lançado em Oregon City, não muito tempo depois da estreia do 'Weekly Oregonian. Uma rivalidade alta e amarga entre os órgãos de notícias concorrentes se seguiu.

#### De 1860 a 1870
Henry Pittock tornou-se o proprietário em 1861 como compensação por salários não pagos, e começou a publicar o jornal diariamente, exceto aos domingos. O objetivo de Pittock era concentrar-se mais nas notícias do que no púlpito de valentões estabelecido por Dryer. Encomendou uma nova prensa em dezembro de 1860 e também providenciou o envio das notícias pelo telégrafo para Redding, na Califórnia, depois para a diligência em Jacksonville, Oregon, e depois para o pony express em Portland.

#### Era Scott

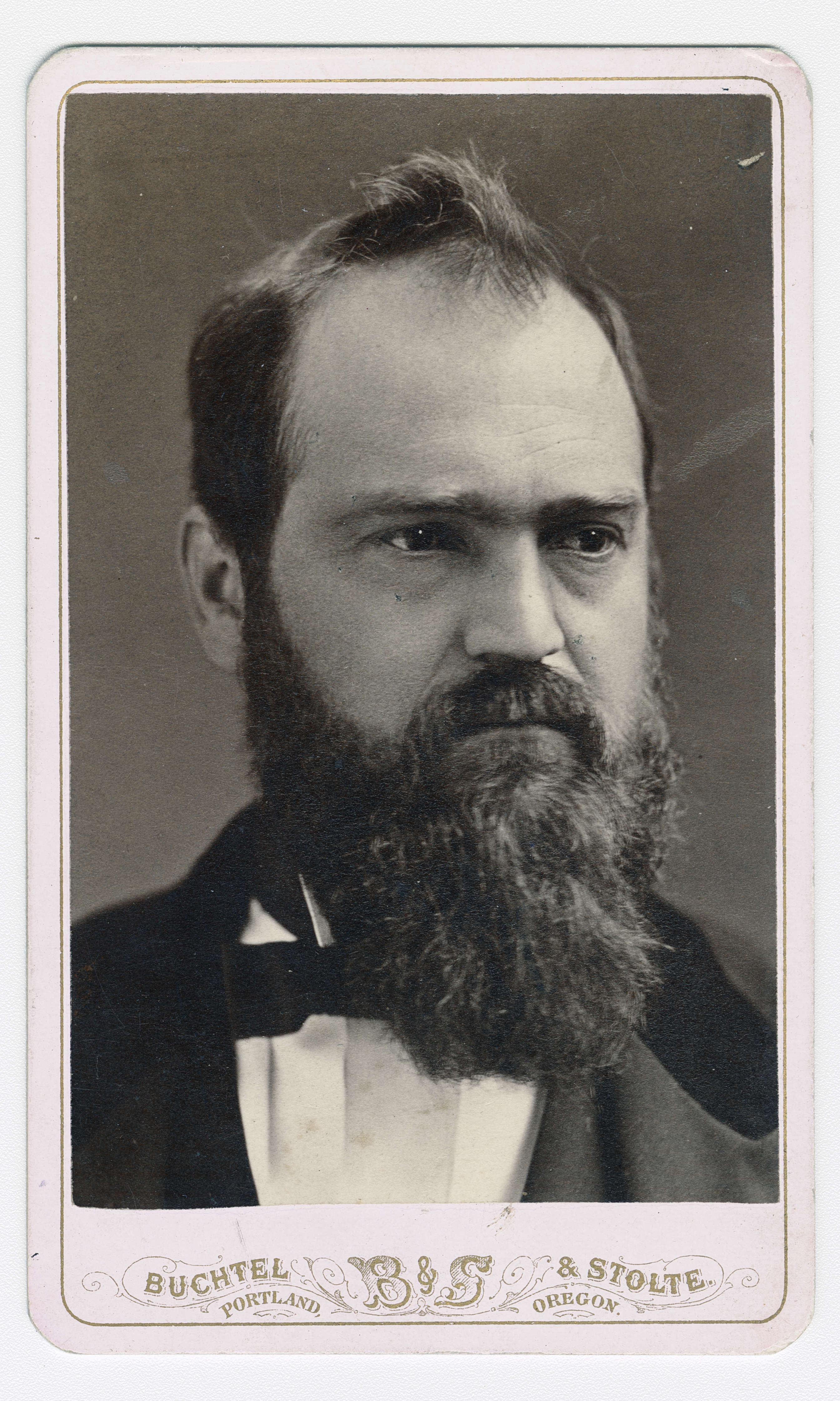
Harvey W. Scott como ele apareceu na década de 1870

De 1866 a 1872, Harvey W. Scott foi o editor. Henry W. Corbett comprou o jornal de um Pittock pobre em dinheiro em outubro de 1872 e colocou William Lair Hill como editor. Scott, demitido por Corbett por apoiar os candidatos de Ben Holladay, tornou-se editor do jornal rival Bulletin de Holladay. O jornal faliu por volta de 1874, e Holladay perdeu US$ 200 000 no processo. Corbett vendeu o The Oregonian de volta a Pittock em 1877, marcando o retorno de Scott ao conselho editorial do jornal. Um dos proprietários do jornal, Scott permaneceria como editor-chefe até pouco antes de sua morte em 1910.

### De 1880 a 1890
Um dos jornalistas que iniciou sua carreira no The Oregonian durante esse período foi James J. Montague, que assumiu e escreveu a coluna "Slings & Arrows" até ser contratado por William Randolph Hearst em 1902.

#### Sunday Oregonian
Em 1881, o primeiro Sunday Oregonian foi publicado. O jornal ficou conhecido como a voz dos republicanos orientados para os negócios, como evidenciado pelo endosso consistente dos candidatos republicanos à presidência em todas as eleições federais anteriores a 1992.

#### Nova localização

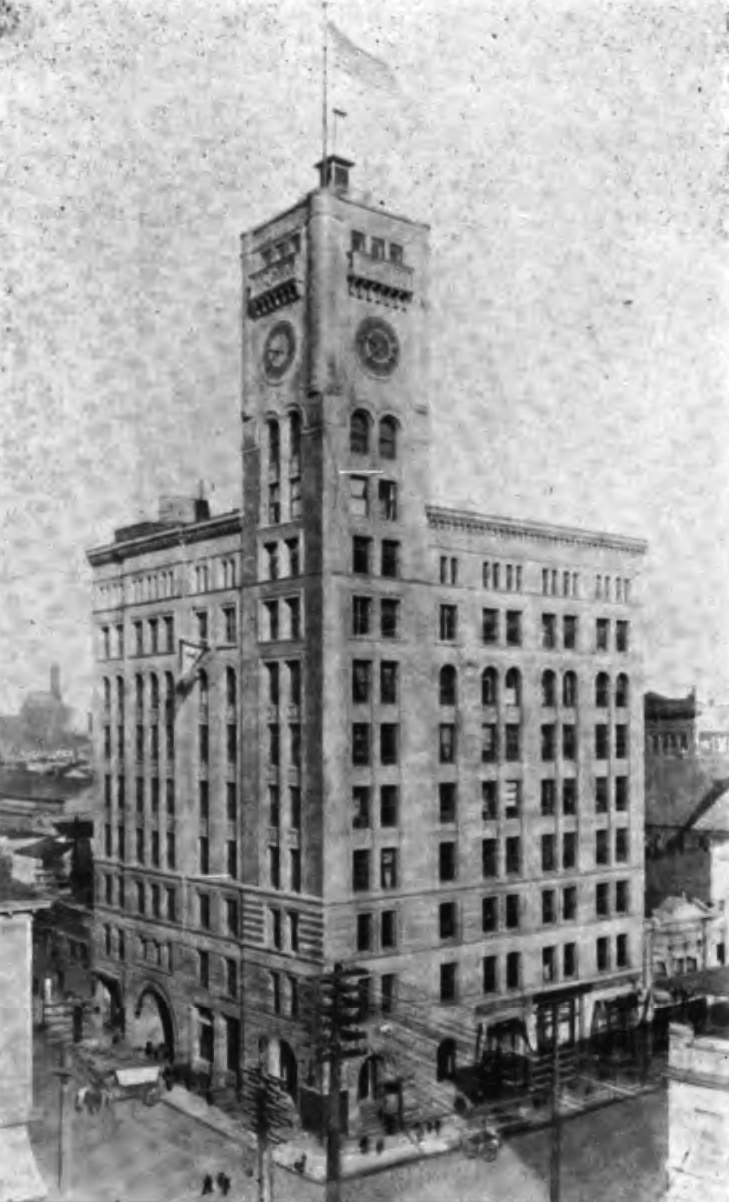
O Edifício Oregonian de 1892 foi o lar do jornal até 1948. Foi demolido em 1950.

Os escritórios e prensas do jornal foram originalmente abrigados em um prédio de dois andares no cruzamento da First Street (agora First Avenue) com a Morrison Street, mas em 1892 o jornal mudou para um novo prédio de nove andares na 6th e nas ruas Alder. O novo edifício era o mesmo que seu antecessor (e sucessor), chamado The  Oregonian Building. Incluía uma torre de relógio em um canto, e a altura total do edifício de 194 a 196 pés (cerca de 59 m) tornou a estrutura mais alta de Portland, uma distinção que manteve até a conclusão do Edifício Yeon em 1911. Continha cerca de 100 pés quadrados (9 300 m²) de espaço, incluindo o porão, mas não a torre. O jornal não se moveu novamente até 1948. O edifício de 1892 foi demolido em 1950.

### 1900 a 1940

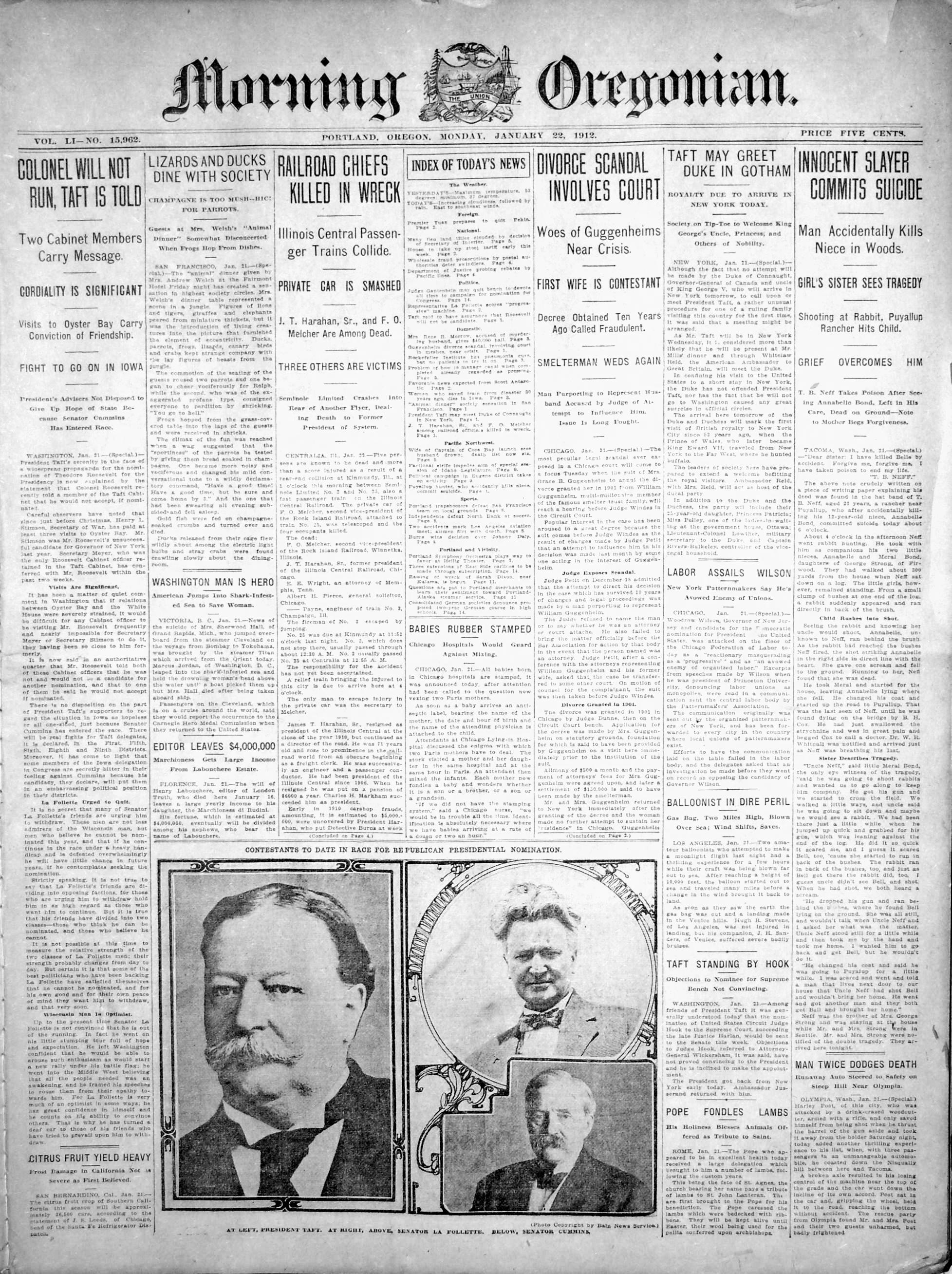
The Morning Oregonian, 22 de janeiro de 1912

Após a morte de Harvey Scott, em 1910, o editor-chefe do jornal era Edgar B. Piper, que já havia gerenciado o editor. Piper permaneceu editor até sua morte em 1928.

#### The Morning Oregoniane KGW
Em 1922, The Morning Oregonian lançou a KGW, a primeira estação de rádio comercial do Oregon. Cinco anos depois, a KGW se afiliou à NBC (1927). O jornal comprou uma segunda estação, a KEX, em 1933, da subsidiária da NBC , Northwest Broadcasting Co. Em 1944, a KEX foi vendida para a Westinghouse Radio Stations, Inc. The Oregonian lançou a KGW-FM, a primeira estação FM da Northwest, em 1946 (aclamada por "The Oregonian" em 8 de maio de 1946), hoje conhecida como KKRZ. A KGW e a KGW-FM foram vendidas para a King Broadcasting Co em 1953.
Em 1937, The Morning Oregonian encurtou seu nome para The Oregonian . Dois anos mais tarde, o editor associado Ronald G. Callvert recebeu um Prêmio Pulitzer por reportagem editorial para "redação editorial ilustre... como exemplificado pelo editorial intitulado" My Country 'Tis of Thee"

#### Mudança em 1948

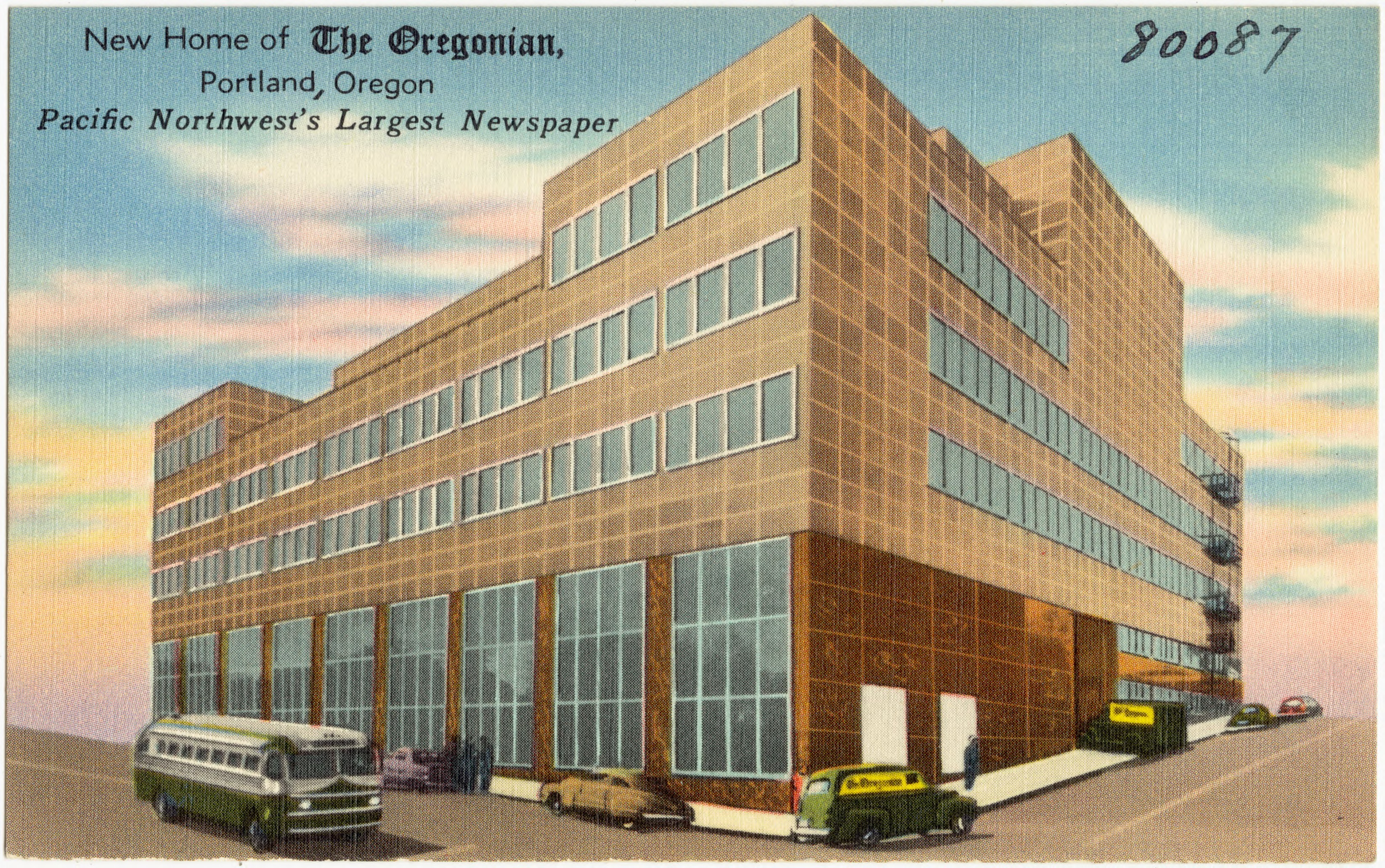
Postal da nova casa do The Oregonian, esquina da 6th & Jefferson

Em 1948, o jornal mudou-se para um novo local no centro da cidade, onde sua sede permaneceria pelos próximos 66 anos, na SW Broadway entre Jefferson Street e Columbia Street. O novo edifício foi projetado por Pietro Belluschi e novamente foi nomeado The Oregonian Building. O quarteirão era anteriormente o lar da mansão de William S. Ladd, que havia sido demolida por volta de 1925. Por volta de 1946, The Oregonian comprou o bloco por US$ 100 000, o que levou a queixas do editor de papel Leslie M. Scott por causa do preço escandaloso. Três anos depois, Scott comprou um bloco próximo para o estado em US$ 300 000, mantendo o escritório do Tesoureiro do Estado de Oregon.
O novo prédio do Oregon continha a estação de rádio KGW e um estúdio de televisão, além de uma grande e opulenta sala de jantar. O contratado era L. H. Hoffman, que estava sob um contrato muito mais rentável. Além da "extravagância do design", materiais de construção em falta, o país estava sob forte inflação, e os planos de Belluschi nunca estavam prontos, levando a custos enormes. The Oregonian teve que pedir emprestado aos bancos, a primeira vez em mais de 50 anos. O novo presidente da empresa, E. B. MacNaughton, foi forçado a esgotar os limites de empréstimos da empresa no First National Bank, depois se voltar para o Bank of America. MacNaughton, em seguida, eliminou um elevador extra, a sala de jantar e os estúdios de rádio e televisão da KGW. O prédio ainda custou US $ 4 milhões, o dobro da estimativa original.
O prédio foi inaugurado em 1948, mas o The Oregonian teve que vendê-lo para a Connecticut Mutual Life Insurance Company por US$ 3,6 milhões em um acordo de leaseback. Outras questões financeiras levaram à venda de 1950 para Samuel Newhouse.

### De 1950 a 1960
Em 1950, o fundador da Advance Publications SI "Si" Newhouse comprou o jornal. Naquela época, o preço de venda de US $ 5,6 milhões era o maior para um único jornal. A venda foi anunciada em 11 de dezembro de 1950. Em 1954, a Newhouse comprou 50% da emissora de rádio e televisão Mount Hood, que transmite a KOIN-TV, a primeira estação de televisão VHF de Portland, KOIN AM (agora KUFO) e KOIN-FM (agora KXL-FM). Circulação The Oregonian ' em 1950 era 214 916; a do rival Oregon Journal foi 190 844.
Em 1957, os escritores da equipe William Lambert e Wallace Turner receberam o Prêmio Pulitzer por Relatorias Locais - No Edition. O prêmio deles citou "a exposição do vício e da corrupção em Portland envolvendo alguns funcionários municipais e oficiais da Fraternidade Internacional de Equipes, Motoristas, Armazéns e Ajudadores da América, Conferência Oeste" e observou que "eles cumpriram suas tarefas apesar das grandes desvantagens e do risco de represália de elementos sem lei".

#### The Oregon Journal
O que se tornaria uma longa e acalorada greve começou contra ambos The Oregonian e The Oregon Journal começou em novembro de 1959. A greve foi convocada pela Stereotypers Local 49 sobre várias questões contratuais, particularmente a introdução de maquinaria de fundição de chapas mais automatizada; o novo equipamento de publicação norte-americana de fabricação alemã exigia um operador em vez dos quatro que operavam o equipamento existente. Wallace Turner e muitos outros escritores e fotógrafos se recusaram a cruzar as linhas de piquete e nunca mais retornaram. Os dois jornais publicaram um "artigo conjunto, com marcas falsas" por seis meses, até que tivessem contratado ajuda não sindicalizada suficiente para retomar as operações separadas. A partir de fevereiro de 1960, trabalhadores sindicalistas em greve publicaram um jornal diário, The (Portland) Reporter; sua circulação atingiu o pico de 78 000, mas foi desativada em outubro de 1964.
Em 1961, Newhouse comprou o The Oregon Journal, o jornal da tarde de Portland. Operações de produção e de negócios dos dois jornais foram consolidadas na construção do Edifício Oregonian, enquanto suas equipes editoriais permaneceu separado. O National Labor Relations Board decidiu que a greve era ilegal em novembro de 1963. Os grevistas continuaram a piquete até 4 de abril de 1965, quando os dois jornais se tornaram lojas abertas.